# One Too Many Mornings
One Too Many Mornings ist ein Folksong von Bob Dylan, der 1964 auf dem Album The Times They Are A-Changin' erstmals veröffentlicht wurde.
Er beschreibt das traurige Ende einer Beziehung, weil sich die Liebenden einfach nichts mehr zu sagen haben. Umstritten ist, ob Dylan beim Schreiben des Stücks an seine Ex-Freundin Suze Rotolo gedacht hat oder ob das Stück ohne Vorbild zustande kam. 
Aufgenommen wurde der Song am 24. Oktober 1963 mit Produzent Tom Wilson in den Studios von Columbia Records. – Auch in den folgenden Jahren gehörte One Too Many Mornings zu den häufig gespielten Songs Dylans. Während der Europa-Tournee 1966 stand er auf den Setlists, so u. a. bei dem legendären Konzert am 17. Mai 1966 in der Manchester Free Trade Hall, dessen Mitschnitt 1998 als Teil der Bootleg Series veröffentlicht wurde. Dort war er im zweiten Teil des Konzerts mit Bandbegleitung zu hören. – Etwa ein Jahr später, im Sommer 1967, als Bob Dylan sich weitgehend aus der Öffentlichkeit zurückgezogen hatte, war One Too Many Mornings dann einer der wenigen älteren eigenen Songs, die er mit den Musikern spielte, die bald darauf als The Band bekannt wurden. Diese Aufnahme wurde erst mit der Veröffentlichung aller existierenden Basement Tapes bekannt. – Und schließlich nahm Dylan den Song im Februar 1969 in Nashville während der Sessions zu seinem Album Nashville Skyline gemeinsam mit Johnny Cash auf. Für das Album wurde dann nur ihre gemeinsame Version von Girl from the North Country ausgewählt, so dass ihre Fassung von One Too Many Mornings offiziell erst Jahrzehnte später im Jahr 2019 als Volume 15 auf einer weiteren Folge der Bootleg-Series veröffentlicht wurde: Travelin’ Thru, bisher unveröffentlichte Outtakes und Alternativversionen aus den Jahren 1967 bis 1970.

## Coverversionen
Später wurde der Song häufig von anderen Musikern bei Konzerten gespielt und auch im Studio aufgenommen. Die erste bekannte Coverversion stammt von Burl Ives, dessen Album The Times They Are A-Changin’ lediglich deshalb bekannt wurde, weil fünf der elf Songs von Bob Dylan waren und es auch noch denselben Titel hatte wie ein Album von Dylan.
Als Joan Baez 1968 mit Any Day Now ein Album nur mit Dylan-Songs aufnahm, spielte sie für das Projekt auch One Too Many Mornings ein. 
Johnny Cash hatte den Song bereits während der 60er Jahre einmal aufgenommen, allerdings erschien seine Version erst 1978 auf der Kompilation Johnny & June. Außerdem nahm er den Song 1986 im Duett mit Waylon Jennings für das Album Heroes auf. – Die erwähnte Aufnahme mit Bob Dylan aus dem Februar 1969 wurde später außerdem in einem Remix verwendet; hierbei wurde u. a. der Gesangspart von Dylan durch die Avett Brothers ersetzt. In dieser Remix-Version ist der Song zu hören auf der 4-CD-Box Chimes of Freedom – The Songs of Bob Dylan – Honouring 50 Years of Amnesty International.
Der Song wurde auch von The Beau Brummels, The Panics,  David Gray, The Kingston Trio und BAP gecovert.
Für The Band, die den Song schon in den 1960ern gemeinsam mit Dylan gespielt hatten, wurde One Too Many Mornings 1999 – natürlich inzwischen ohne Robbie Robertson (nach der Neuformierung 1983 nicht mehr dabei) und ohne Richard Manuel (Suizid in 1986) – zur letzten Studioaufnahme ihrer gesamten Diskographie, veröffentlicht auf der von House of Blues herausgegebenen Kompilation Tangled Up In Blues.